# Johan Audel
Johan Audel (Nizza, 12 dicembre 1983) è un ex calciatore francese, di ruolo attaccante.